# Montechiaro d'Asti
Montechiaro d'Asti är en ort och kommun i provinsen Asti i regionen Piemonte i Italien. Kommunen hade 1 276 invånare (2018).